# Gérard Salem
Pour les articles homonymes, voir Salem.
Gérard Salem, né à Beyrouth en 1946 et mort le 10 octobre 2018 à Lausanne (Suisse) à l'âge de 72 ans, est un essayiste et médecin-psychiatre suisse. 

## Biographie
Gérard Salem naît en 1946 à Beyrouth, d’un père maronite négociant en import-export et d’une mère assyro-chaldéenne. Son grand-père maternel est professeur de littérature française au lycée français d’Antioche en Turquie. Il a une sœur aînée, Gemma, et un frère cadet, Gilbert, devenus tous deux écrivains.
Il passe son enfance au Proche-Orient. Alors qu’il a quatre ans, sa famille déménage en Iran, d’abord à Khorramshahr, ville jumelée à Abadan dans le Golfe Persique, puis à Téhéran, avec de fréquents retours au Liban et en Turquie (Antioche, Mersine, Adana, Istanbul). Il fait sa scolarité primaire au collège Saint-Louis de Téhéran, tenu par les pères lazaristes français.
Dès l’âge de treize ans, il est envoyé à Lausanne, au collège Champittet, tenu par les chanoines du Grand-Saint-Bernard, en section littéraire latin/anglais. Fasciné par la littérature et la poésie médiévales, il se nourrit aussi de Montaigne et de Rabelais. C'est là que s’élabore sa double vocation littéraire et médicale. Ses premiers écrits, non publiés, voient le jour.
Il fait des études de médecine à la faculté de Lausanne, tout en suivant en auditeur des cours de linguistique et de littérature à la faculté des Lettres. Il se destine à la médecine générale, à l’exemple de quelques auteurs qu’il affectionne : Tchékhov, Boulgakov, Céline.
Après des stages cliniques en médecine, en obstétrique et en chirurgie, il se spécialise pourtant en psychiatrie et psychothérapie, touché par la condition des schizophrènes et de leurs familles. Il travaille à l’hôpital universitaire de Cery pendant près de dix-sept ans, avant d’exercer sa profession en pratique libérale.
À la suite d'un premier séjour aux USA sur les traces de Bateson en Californie et de Boszormenyi-Nagy à Philadelphie, il accomplit un cursus académique d’enseignant en thérapie systémique et en hypnose aux universités de Lausanne, de Genève, de Paris VI et Paris VIII. Il publie de nombreux articles, essais et ouvrages en ces domaines et donne des conférences en Europe, aux États-Unis, en Chine. Un de ses essais, Le combat thérapeutique, paru chez Armand Colin, ouvre des perspectives nouvelles sur le paradoxe du concept d’alliance conflictuelle.
Parallèlement à son parcours médical et académique, il écrit régulièrement, publie quelques nouvelles à la revue Minuit et dans divers autres revues, de même que diverses pantalonnades dans une revue de pataphysique (Centre de Recherches Périphériscopiques). Il travaille à un roman non publié, tient pendant cinq ans une chronique au Nouveau Quotidien à Lausanne et Genève, sous un pseudonyme.
Il a la bougeotte du voyage, fait de fréquents séjours en France, en Italie, en Orient, aux États-Unis, en Chine. Dans ce dernier pays, il est guide accompagnateur de groupes pour une dizaine de voyages culturels. Attaché à la Chine depuis 1988, il étudie le mandarin à l’Université de Genève, passe une demi-licence, lit beaucoup Segalen et Lu Xun (tous deux médecins et écrivains), mais aussi Qian Zhongshu, Yang Jiang, Lao She, Billeter. Il tient de nombreux carnets de voyage et consacre un essai à l’esprit nomade (en cours d'achèvement).
Il séjourne entre Lausanne et le Valais, exerce la psychothérapie et enseigne à temps partiel.

### Famille
Gérard Salem est père d’un fils musicien, Antoine, et d’une fille collagiste, Nora.

## Cursus médical
Privat-docent et maître d’enseignement et de recherches à l’Université de Lausanne (Faculté de Médecine et Biologie), Gérard Salem enseignait la thérapie systémique et l’hypnothérapie dans les facultés de médecine de Genève et de Paris VI. Il est par ailleurs conférencier et formateur dans diverses associations consacrées à la thérapie contextuelle de Iván Böszörményi-Nagy (Association fractale) ou à l’hypnose ericksonienne (IRHYS).
Il est membre de l’AFTA (American Family Therapy Academy) dès 1982. De 1990 à 1999 cofondateur et président du conseil de la fondation Ling, (Médecine-Psychologie-Culture) à Lausanne, dont l'objet était de confronter dans une perspective comparative la médecine occidentale aux médecines dites parallèles ou naturelles (chinoise, ayurvédique, amérindiennea, africaine). Il est cofondateur de la fondation Éthique familiale à Lausanne en 2002 et médecin directeur de la CIMI de 2003 à 2010.
Il dirige la Consultation systémique de Lucinge (Consyl) à Lausanne,, ainsi que la Consultation Carbaccio à Sion (Valais),.

## Publications

### Livres
- Thèse, métaphore, chimère. Dynamique esthétique dans l’art, la folie et la science, éd. Peter Lang, Berne, 1987. (330 pages). (avec Alfred Bader).
- L’approche thérapeutique de la famille, éd. Masson, Paris, 2009 (5e éd, revue et augmentée) (287 pages).
- Tableaux de familles, éd. La joie de lire, Genève, 1999. (166 pages), 2e éd. 2016, avec Pierre Pratt, illustrateur.
- Soigner par l’hypnose, éd. Masson, Paris, 2012 (5e éd.). (332 pages) (avec Éric Bonvin).
- Le combat thérapeutique, éd. Armand Colin, Paris, 2011 (2e éd. revue et augmentée) (285 pages).
- La maltraitance familiale. Dévoiler, intervenir, transformer, éd. Armand Colin, Paris, 2011(327 pages) (avec Nahum Frenck, Francine Ferguson, Nicolas Rechsteiner).
- Marc de café, roman, éd. l’Age d’Homme, Lausanne & Rue Férou, Paris, 2015.
- Tu deviens adulte le jour où tu pardonnes à tes parents, roman, 250p., éd. Flammarion/Versilio, Paris, 2018.

### Articles ou chapitres de livres
- Revue des théories sur le fondement du tabou de l’inceste, Annales Médico-Psychologiques, Masson, Paris n° 138/4, 1980, p. 431-442.
- Rites d’agression et d’apaisement : aspects systémiques et éthologiques in Société suisse de psychiatrie : Agressivité : formes, fondements, aspects thérapeutiques. Orell Füssli, Zürich, p. 157-170, 1981.
- Loyautés, dettes et mérites: contribution théorique et clinique à la thérapie contextuelle, Évol. Psychiatr., p. 47, p. 743-770, 1982.
- Évitement de l’inceste dans la famille humaine et dans certaines espèces animales : point de vue systémique, Arch. Suisses Anthropol. Gén., Genève, 46, 1, p. 35-47, 1982.
- Problèmes d’éthique dans l’intervention thérapeutique au sein du système familial, Les cahiers du Great, 3, 32-41, 1988.
- Boszormenyi-Nagy et le grand livre des mérites et des dettes in Recherches cliniques et sociologiques sur le couple et la famille. Dialogue, 110-4, p. 50-73, 1990.
- Psichiatria e taoismo. Una lezione cinese, Schizofrenia, 3, p. 37-38, 1990.
- Le métissage des soins: vers une clinique nomade in À travers les frontières. Société suisse de psychiatrie, 169e assemblée annuelle, Éd. Merck, p. 63-72, 1993.
- La relation thérapeutique. Pierre de touche de l’art médical, Médical Tribune, p. 33-34, p. 14-15, 1994.
- Restaurer l’avenir. Analyse de la saga des Zhou en termes de thérapie familiale systémique in C. Javary, Les Mutations du Yijing, Question de, Albin Michel, 98, p. 254-263, 1994.
- Diviser ou relier: un dilemme éthique de la psychiatrie, Cahiers psychiatriques, n° 27, p. 127-137, 1999.
- Divorce et nouvelles familles: stratégies pour préserver les liens, Revue Méd. Suisse Rom. 120, p. 211-215, 2000.
- Gérard Salem, Ferguson F., La fin des pihis : le divorce comme rite de passage, Revue de la société suisse d’ethnologie. Tsantsa no 6, p. 70-81, 2001.
- Les narrations thérapeutiques in Stitelmann J.,  Au-delà de l’image. Processus et émergences créatrices en art, en thérapie et lien social, éd. Deux Continents, Genève, 2002, p. 91-120.
- Nom de famille et droit de cité., rapport présenté le 12 mai 2006 à la sous-commission « Nom de famille et droit de cité » CAJ-N, Palais fédéral, Berne.
- Désirs d'adoption et désirs concomitants: un cas clinique de deuxième abandon in : Adopter, un défi? Sous la direction d’Edith Goldbeter-Merinfeld. Cahiers critiques de thérapie familiale et de pratiques de réseaux (n° 49), éd. De Boeck Université, Bruxelles, 2012, p. 141-154.
- Le tamis éthique, CultureEnJeu (n° 52), La Laïcité, novembre 2016, p. 6-8.

### Sources
- « Gérard Salem », sur la base de données des personnalités vaudoises sur la plateforme « Patrinum » de la Bibliothèque cantonale et universitaire de Lausanne.
- Gérard Salem : psychiatre et thérapeute de famille, entretien mené par Anne Plessz, Genève : TSR [prod.], cop. 2004, Les grands entretiens, 1 vidéocassette (47 min 57 s)
- L'Hebdo n° 37 (2001), p. 98-99 - Cahier spécial 13 mai 2004, « Les 80 qui font Vaud », p. IX
- 24 Heures, 28 juin 2004, p. 19
- L'Illustré, interview de Gérard Salem[1], « La maltraitance commence avec l'humiliation », Yves Lassueur, 26 juin 2011
- RSR, La Première, Rien n'est joué, interview en direct de Gérard Salem[2], par Lydia Gabor, sur « le combat thérapeutique », 14 septembre 2011
- L'Hebdo, interview de Gérard Salem[3], « La famille est convalescente », par Isabelle Falconnier, 21 septembre 2011
- RTS Espace 2, À corps ouvert, interview du Dr Gérard Salem[4] par Laurence Froidevaux et Nancy Ypsilantis, 18 février 2014

1. ↑  « L'Illustré, La maltraitance commence avec l'humiliation ».
2. ↑  « RTS, Le combat thérapeutique ».
3. ↑  « L'Hebdo, La famille est convalescente ».
4. ↑  « Espace 2, A Corps ouvert ».